# داویده دی ورولی
داویده دی ورولی (ایتالیایی: Davide Di Veroli؛ زادهٔ ۱۸ اوت ۲۰۰۱) شمشیرباز اهل ایتالیا است.